# Nationale Front für die Rettung Libyens

Logo der Nationalen Front für die Rettung Libyens

Die Nationale Front für die Rettung Libyens (Kürzel NFSL, arabisch الجبهة الوطنية لإنقاذ ليبيا) war eine libysche politische Bewegung.
Sie stand in Opposition zu Muammar al-Gaddafis Regierung in Libyen. Die Nationale Front wurde am 7. Oktober 1981 bei einer Pressekonferenz gegründet, die in der sudanesischen Hauptstadt Khartum abgehalten wurde. Ihr ursprünglicher Vorsitzender war Mohammed Yusef el-Megarief, der ehemalige libysche Botschafter in Indien.
Der Generalsekretär der NFSL war zuletzt Ibrahim Abdulaziz Sahad, ein ehemaliger Militäroffizier und Diplomat. Der letzte Nationalkongress der NFSL wurde in den Vereinigten Staaten im Juli 2007 abgehalten. Der Nachfolger der Nationalfront wurde 2012 die Partei der Nationalen Front.

## Hintergrund
Die Nationale Front für die Rettung Libyens operierte von Sudan aus – bis zum dortigen Staatsstreich im Jahre 1985, welcher zum Sturz von Oberst Gaafar Nimeiry führte. Die NFSL opponierte gegen die militärische und diktatorische Herrschaft in Libyen und rief zu einer demokratischen Regierung mit verfassungsmäßigen Garantien, freien Wahlen, einer freien Presse und Gewaltenteilung zwischen der Exekutive, der Judikative und der Legislative auf. Sie leitete eine weite Kampagne ein, um Gaddafi in Libyen zu Fall zu bringen, und etablierte eine Kurzwellen-Radiostation, ein militärisches Kommando-Ausbildungslager und veröffentlichte ein halbmonatliches Informationsblatt, Al Inqadh (Rettung). Saudi-Arabien und die Central Intelligence Agency der USA unterstützten die Nationale Front.

## Organisation
Die organisatorische Struktur der Nationalen Front basierte auf zwei Hauptkörperschaften, dem Nationalkongress (المجلس الوطني) und dem Ständigen Büro (المكتب الدائم). Der Nationalkongress war die höchste Autorität innerhalb der NFSL. Das Ständige Büro wurde während der Sitzungen des Nationalkongresses gewählt und vertrat die legislative Autorität, wenn sie nicht in der Sitzung war. Das Ständige Büro war zudem verantwortlich für die Überwachung der exekutiven Körperschaft der NFSL: Das Exekutivkomitee (اللجنة التنفذية) wurde vom Generalsekretär geleitet, welcher ebenfalls während der Sitzungen des Nationalkongresses gewählt wurde. Das Exekutivkomitee bestand aus mehreren Kommissionären, welche die verschiedenen Programme der Oppositionsorganisation kontrollierten, sowie der Stellvertretende Generalsekretär.

## Führerschaft
Das Exekutivkomitee der NFSL wurde zuletzt vom Generalsekretär Ibrahim Abdulaziz Sahad geleitet, welcher für seine zweite Amtszeit während des 5. Nationalkongresses in den Vereinigten Staaten im Juli 2007 wiedergewählt wurde. Sahad hat Mohammed Ali Abdallah zu seinem Stellvertreter ernannt, und vier andere als Mitglieder für das Exekutivkomitee und der verschiedenen Kommissionen, welche vom Komitee geleitet wurden, ausgewählt.
Die Führerschaft des Ständigen Büros der NFSL (Nationalkongress) wurde von Fawzi al-Tarabulsi innegehalten, welcher zum Vizepräsidenten des Nationalkongresses und zum Präsidenten nach der Resignation von Dr. Suleiman Abdalla als Präsident des Nationalkongresses im Jahre 2008 gewählt wurde. Die Führerschaft des Büros schloss auch Vizepräsident Mohamed Saad und den Rapporteur des Büros Mohamed Ali Binwasil mit ein.

## Militärische Aktion
Am 8. Mai 1984 nahmen Kommandos der Nationalen Front an einem wagemutigen Angriff auf das Hauptquartier Gaddafis bei den Bab al-Aziziya-baracken nahe Tripolis teil, als ein Versuch, den libyschen Führer zu ermorden. Die Attacke vereitelt, als der Anführer der Gruppe, Ahmed Ibrahim Ihwas, gefangen genommen wurde, als er Libyen von der tunesischen Grenze aus betreten wollte. Obwohl der Putschversuch scheiterte und Gaddafi unversehrt entkam, behaupteten Dissidentengruppen, dass etwa 80 Libyer, Kubaner und Ostdeutsche bei der Operation getötet wurden. Allerdings wurden als Folge auf den Angriff etwa 2.000 Menschen in Libyen festgenommen, und acht wurden öffentlich gehängt.
Die NFSL setzte ihre Bemühungen um Gaddafi zu Fall zu bringen fort und gründete die Libysche Nationalarmee (LNA), nachdem eine Gruppe von Soldaten, die im Tschad während des Tschadisch-Libyschen Krieges inhaftiert wurden, von der Libyschen Armee desertierten und der NFSL im Jahre 1987 beitraten. Diese von Chalifa Haftar kommandierte Nationalarmee wurde später aus dem Tschad evakuiert, nachdem Präsident Hissène Habré durch eine seiner ehemaligen Offiziere, Idriss Déby gestürzt wurde, welcher von Gaddafi gestützt wurde.

## Botschaftsdemonstration 1984
Am 17. April 1984 organisierte die Nationale Front eine Demonstration libyscher Dissidenten außerhalb der libyschen Botschaft in London. Während der Demonstration wurden von der Botschaft aus Schüsse in die Gruppe der Protestler abgefeuert, welche elf Personen trafen, einschließlich eine der Polizeibeamten, die die Demonstration überwachten, Yvonne Fletcher – welche kurz darauf starb. Fletchers Ermordung führte schnell zur Verschlechterung der diplomatischen Beziehungen zwischen Großbritannien und Libyen.

## Politische Opposition
Obwohl sie mittlerweile die Idee der militärischen Machtübernahme aufgegeben hatte, führte die Nationale Front für die Rettung Libyens ihre Opposition zu Gaddafi fort – durch Medienkampagnen und durch die Bildung politischer Allianzen mit anderen Oppositionsgruppen. Die NFSL war eine der sieben anderen Oppositionsgruppen, welche die Nationalkonferenz für die Libysche Opposition (NKLO) auf einer Konferenz in London im Juni 2005 gründeten. Die Nationale Front und drei andere Organisationen zogen sich von dieser Allianz im Februar 2008 zurück, da sie Meinungsverschiedenheiten beklagten. In einer Aussage, welcher von der NFSL am 28. Februar 2008 herausgegeben wurde, kündigte die NFSL ihren Rückzug von der Nationalkonferenz aufgrund des Abirrens vom 'Nationalakkord von 2005'. Die NFSL hat ihre Medienkampagnen fortgesetzt und verwendete vor allem Onlinemedien. Sie war allerdings schwächer als zuvor.
Am 14. März 2012 gründete die Nationalfront als Nachfolgerin in Bengasi eine politische Partei, die Nationale Front, die an der ersten libyschen Wahl seit 40 Jahren, der Wahl zum Allgemeinen Nationalkongress, teilnahm. Anschließend wurde die NFSL-Führungspersönlichkeit el-Megarief zum Präsidenten des Übergangsparlaments, und damit zum interimistischen Staatsoberhaupt, gewählt.